# Розенфельд, Яков Львович
Я́ков Льво́вич Розенфе́льд (1839 — 1885) — российский журналист, присяжный поверенный, юрист, адвокат, редактор и публицист.

## Биография
По происхождению австрийский еврей. Учился в России, окончил курс в Киевском университете. Был присяжным поверенным в Петербурге и принимал деятельное участие в «Санкт-Петербургских ведомостях» конца 1870-х годов. В 1881 году приобрёл российский еженедельник «Рассвет», освещавший жизнь евреев в России и выходивший в Санкт-Петербурге. «Рассвет» при нём стал главным органом палестинофильского движения. Редактор еженедельника «Рассвет» (1881—1883).